# Tapinoma christophi
Tapinoma christophi é uma espécie de formiga do gênero Tapinoma.